# Capitano (cricket)

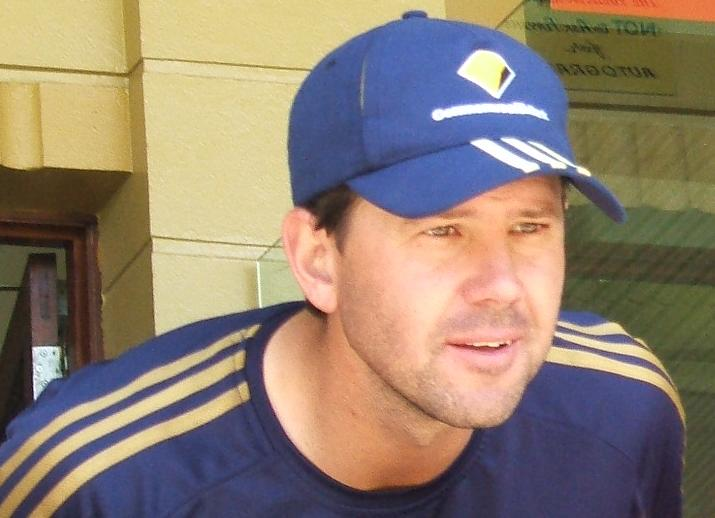
Ricky Ponting, capitano della nazionale australiana

Il Capitano nel cricket ha un ruolo a dir poco fondamentale, perfino maggiore di quello dell'allenatore. Infatti l'allenatore nel cricket ha prevalentemente il ruolo di selezionatore dei giocatori e di preparatore atletico. 

## Compiti
Il capitano partecipa al sorteggio iniziale della moneta e sceglie se la sua squadra partirà al lancio oppure in battuta decidendo quindi la tattica di gioco. Al capitano spetta inoltre la responsabilità di eseguire la dichiarazione, di chiedere o non chiedere il follow on, di proporre o accettare il draw in accordo con l'altro capitano. Per queste decisioni il capitano spesso consulta alcuni o tutti i suoi giocatori, ma la decisione definitiva spetta a lui perché è solo la sua parola che conta.
Durante la fase di lancio il capitano ha il grande compito di selezionare i migliori lanciatori e di alternarli a seconda delle condizioni di gioco in modo che mettano in difficoltà i battitori, al capitano spetta anche il compito di decidere la disposizione in campo dei fielders (e gli eventuali cambiamenti di disposizione) e l'ordine dei lanciatori. Durante la fase in battuta il capitano sceglie l'ordine dei battitori e consiglia loro la tattica da seguire (prudente per difendere il wicket o aggressiva per marcare più runs possibili).

## Responsabilità
Per tutte le competenze sopra elencate il capitano è, di fronte agli occhi dei tifosi, il principale responsabile delle vittorie e delle sconfitte della sua squadra.
Il capitano inoltre è anche moralmente responsabile del comportamento dei suoi giocatori: se un umpire ritiene che un giocatore si stia comportando contro lo spirito del gioco (più che fondamentale nel cricket) lo farà presente al capitano che ha l'obbligo di richiamare e sanzionare il giocatore disobbediente; se non vi riesce sarà il capitano ad essere criticato dai tifosi e dagli organi di stampa perché colpevole di non aver saputo mantenere l'ordine nei suoi giocatori.